# Гротефенд, Карл Людвиг
Карл Людвиг Гро́тефенд (нем. Karl Ludwig Grotefend; 22 декабря 1807, Франкфурт-на-Майне —27 октября 1874, Ганновер) — немецкий археолог, востоковед, нумизмат, архивариус и историк. Доктор наук. Член Прусской академии наук и Гёттингенской академии наук.

## Биография
Сын Георга Фридриха Гротефенда, филолога, востоковеда, исследователя древностей, который положил начало дешифровке древнеперсидской клинописи. Отец историка Германа Гротефенда. Изучал филологию в университете Гёттингена, где в 1829 году стал доктором наук. С 1833 года преподаватель лицея в Ганновере.
В 1853 — первый секретарь королевских архивов в Ганновере. Затем, был назначен руководителем монетного кабинета, а в 1868 году — государственным архивариусом. Опубликовал ряд монографий по истории Нижней Саксонии. Его исторические исследования печатались в «Zeitschrift des Historischen Vereins für Niedersachsen» (1850—1874).

## Научная деятельность

Серебряная тетрадрахма Евтидема II из коллекции Гротефенда

Много времени отдал изучению истории городов и древнейших государств Северной Индии и Центральной Азии. Его страсть к востоковедению дополнилась неутолимой жаждой к нумизматике, в частности, к исследованию денежной системы государств бассейна реки Инд. Периодические выезды на археологические раскопки древней Бактрии, ещё до нашей эры располагавшейся в среднеазиатских оазисах и верховьях Аму-Дарьи, приносили богатые с научной точки зрения результаты. Уже к 1868 году Гротефенд имел обширную и чрезвычайно ценную коллекцию монет времён империи Селевкидов.
Своим трудом о монетах Бактрии и государств в бассейне р. Инда (Die Münzen der griechischen, parthischen und indoskythischen Könige von Baktrien und den Ländern am Indus. — Hannover, 1839) внёс огромный вклад в изучение истории этих стран.

## Избранные труды
- «Die Münzen der griechischen, parthischen und indoscythischen Könige von Baktrien und den Ländern am Indus» (1839);
- «Geschichte der Buchdruckereien in den Hannoverischen und Braunschweigischen Landen» (1839);
- Verzeichniss der Handschriften und Incunabeln der Stadtbibliothek zu Hannover (1844);
- «Imperium Romanum tributim descriptum. Die geographische Vertheilung der römischen Tribus im ganzen römischen Reiche» (1863);
- «Unedierte griechische und römische Münzen» (1864);
- «Chronologische Anordnung dei Athenischen Silbermünzen» (1872) и др.